# Ганнівка (Петрівська селищна громада)
Га́ннівка — село в Україні, у Петрівській селищній громаді Олександрійського району Кіровоградської області. Населення становить 1655 осіб. Колишній центр Ганнівської сільської ради.

## Історія
За даними на 1859 рік в містечковому володінні Верхньодніпровського повіту Катеринославської губернії мешкало 1311 осіб (690 чоловіків та 621 жінка), налічувалось 217 дворів, існувала православна церква, проходило 6 ярмарків на рік та базари по неділях.
Станом на 1886 рік в містечку, центрі Ганнівської волості, мешкало 1523 особи, налічувалось 285 дворів, православна церква, єврейський молитовний будинок, школа, 2 лавки, постоялий двір, відбувались 2 ярмарки на рік та базари по неділях.
За переписом 1897 року кількість мешканців зросла до 2447 осіб (1222 чоловічої статі та 1225 — жіночої), з яких 2352 — православної віри.

## Населення
Згідно з переписом УРСР 1989 року чисельність наявного населення села становила 1752 особи, з яких 757 чоловіків та 995 жінок.
За переписом населення України 2001 року в селі мешкало 1650 осіб.

### Мова
Розподіл населення за рідною мовою за даними перепису 2001 року:
| Мова       | Відсоток |
| ---------- | -------- |
| українська | 95,53 %  |
| російська  | 3,81 %   |
| білоруська | 0,42 %   |
| молдовська | 0,24 %   |

## Відомі люди
В селі народилися:
- Журавель Петро Олексійович (1901-1976) — радянський гідробіолог.
- Колісник Микола Дмитрович — депутат Верховної Ради України.
- Онищенко Григорій Харлампійович — Герой Радянського Союзу.
- Пестушко Костянтин Юрійович (1898-1921) — військовий діяч, отаман Степової дивізії, Головний отаман Холодного Яру.
- Пестушко Федір Юрійович — відомий український літератор і громадський діяч.
- Тюленєв Микола Олександрович — агромеліоратор, доктор сільськогосподарських наук, професор, член-кореспондент Академії наук України.
- Хруль Олександр Григорович (1992-2014) — старший солдат Збройних сил України, учасник російсько-української війни.